# Juan José Moral
Juan José Moral Arnaíz (Guipúscoa, 28 de agosto de 1951) é um ex-ciclista espanhol. Tornou-se um ciclista profissional em 1977 com a equipe espanhola Eldina. Terminou na trigésima terceira posição na prova de estrada individual nos Jogos Olímpicos de Montreal 1976.